# ارل ابی
ارل ابی (انگلیسی: Earl Eby؛ ۱۸ نوامبر ۱۸۹۴ – December 14, 1970 (aged 76)) ورزشکار دو و میدانی اهل ایالات متحده آمریکا بود.